# Великий Нераєць
Великий Нераєць (словен. Veliki Nerajec) — поселення в общині Чрномель, Південно-Східна Словенія, Словенія. Висота над рівнем моря: 170,3 м.